# Suro-Craic (Ort, Suro-Craic)
Suro-Craic (Suro-Craik, Surocraic, Suro Craique, deutsch „Unter-Suro“) ist eine osttimoresische Siedlung im Suco Suro-Craic (Verwaltungsamt Ainaro, Gemeinde Ainaro).

## Geographie und Einrichtungen
Das Dorf Suro-Craic ist der Hauptort des gleichnamigen Sucos. Es liegt im Süden der Aldeia Bazar in einer Meereshöhe von 482 m, an der Straße, die die Aldeia von Nord nach Süd durchquert. Östlich fließt der Belulik, westlich vereinigen sich seine Nebenflüsse Maumall und Saral zum Buronuno. Nördlich befindet sich der Weiler Bazar, südlich schließt sich an Suro-Craic das Dorf Ailau in der gleichnamigen Aldeia an.
Neben dem Sitz des Sucos stehen im Dorf Suro-Craic ein Hospital und eine Kapelle.